# Henri Paul (avocat)
Pour les articles homonymes, voir Henri Paul et Paul.
Henri Paul, né le 8 août 1952 à Arcachon, est un diplomate, avocat spécialiste des politiques publiques et haut fonctionnaire français investi dans les univers économiques, sociaux, culturels, politiques, nationaux et internationaux. Magistrat à la Cour des comptes, Henri Paul préside le Conseil des ventes de 2019 à 2023.

## Origines et formation universitaire
Licencié en droit de l’université Paris 1 Panthéon Sorbonne en 1974, Henri Paul poursuit son parcours académique à l'Institut d’études politiques de Paris puis rejoint les bancs de l’École nationale d’administration (ENA, promotion Voltaire 1980).

## Carrière professionnelle

### Cour des comptes
À 28 ans, en 1980, Henri Paul est nommé auditeur à la Cour des comptes, il devient conseiller référendaire en 1984, avant d’être détaché de 1986 à 1993, en tant que directeur des services financiers de la région Île-de-France. Cinq ans après, en février 1998, il réintègre la Cour des comptes et en juillet de la même année, il est nommé conseiller-maître. 
Henri Paul construit alors sa carrière en alternant le travail à la Cour et l’exercice de responsabilités au cœur de différentes administrations. Puis sa carrière l’oriente vers le droit, la politique et la culture.

### Cabinets ministériels

#### Ministère d’État, des Affaires sociales, de la Santé et de la Ville
De 1993 à 1994, il est nommé directeur adjoint de cabinet de la ministre d’État, des Affaires sociales, de la Santé et de la Ville, Simone Veil, tout en cumulant cette mission avec celle de directeur de cabinet du ministre délégué à la Santé, Philippe Douste-Blazy.

#### Ministère de l’outre-mer
En 1994, Henri Paul rejoint le ministère de l’Outre-mer en qualité de Directeur des affaires économiques, sociales et culturelles de l’Outre-mer jusqu’en 1998. Il prépare et exécute de nombreuses réformes législatives notamment en matière de fiscalité, logement social, égalité sociale, aménagement du territoire, agriculture... Il y exerce sous l'autorité de trois ministres successifs ((Dominique Perben, Jean-Jacques De Peretti, Jean-Jack Queyranne).

#### Ministère de la Culture
D’avril 2004 à mai 2007, Henri Paul exerce la fonction de directeur du cabinet de Renaud Donnedieu de Vabres, ministre de la Culture et de la Communication de 2004 à 2007. Il travaille ainsi aux côtés du Ministre, entouré d'une équipe d'une quinzaine de personnes. 

### Missions publiques

#### Région Île de France
De 1986 à 1993, Henri Paul exerce le rôle de directeur des affaires financières de la région d’Île-de-France. Sous l'autorité de Jean Pierre Fourcade, vice-président chargé des finances. Henri Paul élabore et suit la politique budgétaire et fiscale, mettant en œuvre une politique de la dette.
Président de la Commission spécialisée des marchés d'approvisionnement généraux depuis 2002, il est chargé cette année-là, d'une mission d'évaluation sur le transport postal de la presse.

#### Institut pour le financement du cinéma et des industries culturelles (IFCIC)
Notons que, de 2002 à 2004, il occupe le poste de président du conseil d’administration de l'Institut pour le financement du cinéma et des industries culturelles (IFCIC) et conduit les négociations entre les sociétés de presse et la poste sur les tarifs postaux, qui se concluent par les accords portant son nom.

#### Diplomatie
En juillet 2007, Henri Paul est nommé ambassadeur extraordinaire et plénipotentiaire de la République française auprès de la Roumanie. Durant quatre ans, Henri Paul se place ainsi au service de la politique de la France en Roumanie, sous tous ses aspects. Le soutien aux projets des entreprises françaises est au cœur de son travail, en parallèle d’une programmation culturelle riche et prestigieuse.
À son retour, il réintègre la Cour des comptes en février 2012, et devient alors président de section, chargé des questions énergétiques, au sein de la deuxième chambre, puis président de chambre. 
Il exerce la fonction de rapporteur général du comité du rapport public et des programmes de 2014 à 2018, où il est nommé président de chambre honoraire.

#### Scandale
Durant son séjour à Bucarest, il décide de modifier la décoration de la résidence diplomatique, sans solliciter l'autorisation de Paris. Le résultat fait scandale en Roumanie mais il faut attendre un reportage de 2022 diffusé sur France 2 pour découvrir l'ampleur des dégâts et la facture de 50.000 euros prélevés sur l'argent public qui aura été nécessaire pour revenir en arrière et rendre à la résidence son aspect d'origine. 

### Conseil des ventes
Avocat au barreau de Paris depuis 2018, Henri Paul rejoint UGGC Avocats, cabinet français de référence en droit des affaires et droit public le 1er juillet la même année. En tant qu’avocat consultant, Henri Paul met ses compétences au service du développement du département de droit public économique, dont les activités constituent un axe majeur de croissance du cabinet depuis sa création, il y a vingt-cinq ans.
Le 25 octobre 2019, Henri Paul est nommé par le garde des sceaux, Président du Conseil des ventes volontaires (CVV), organe de régulation des sociétés de ventes aux enchères volontaires.  

## Publications

### Ouvrages
- Roumanie : Au carrefour des empires, 2018[8],[9]
- Mémoires  de Joseph Caillaux , présentés et annotés, Éditions Perrin 2024

## Décorations
- Officier de la Légion d'honneur et de l'Ordre national du Mérite ;
- Commandeur des Palmes académiques et des Arts et des Lettres ;
- Officier du Mérite agricole ;
- Chevalier du Mérite de l'Ordre souverain de Malte ;
- Commandeur de l'Ordre du Saint-Sépulcre de Jérusalem (Saint-Siège).

### Distinctions
- Médaille d'or de la Jeunesse et des Sports.